# Juan Alberto Puiggari
Juan Alberto Puiggari (Buenos Aires, 21 novembre 1949) è un arcivescovo cattolico argentino, dal 28 maggio 2025 arcivescovo emerito di Paraná.

## Biografia

### Formazione e ministero sacerdotale
Juan Alberto Puiggari è nato il 21 novembre 1949 a Buenos Aires, capitale dell'Argentina, figlio dell'avvocato Juan Alberto Puiggari e di Elida Etcheverry Boneo. Ha compiuto gli studi primari e secondari presso la scuola di San Pablo nella città natale, diplomandosi nel 1967, distinguendosi come uno degli studenti più brillanti. In questo periodo è stata fondamentale l'influenza dello zio sacerdote, padre Luis María Etcheverry Boneo, di cui è attualmente in corso la causa di beatificazione, che lo ha incoraggiato ad intraprendere la vocazione sacerdotale.
Nel 1968 si è iscritto presso la facoltà di filosofia della Pontificia Università Cattolica Argentina nella capitale, laureandosi dopo cinque anni di studi; contemporaneamente ha partecipato attivamente all'opera fondata dallo zio, in particolare nella scuola di San Pablo e nell'Associazione missionaria universitaria. Dal 1973 ha continuato gli studi teologici presso il seminario arcidiocesano di Paraná. Al termine del percorso, il 13 novembre 1976 è stato ordinato presbitero nella cattedrale di Nostra Signora del Rosario, per imposizione delle mani di Adolfo Servando Tortolo, arcivescovo metropolita di Paraná, incardinandosi nell'omonima arcidiocesi.
Il suo ministero pastorale è sempre stato legato al seminario arcidiocesano, di cui egli stesso era stato studente; già nel 1977, infatti, è divenuto professore di materie filosofiche, divenendo poi, nel 1983, responsabile del Seminario minore. Nel 1992 è stato nominato rettore del seminario maggiore, incarico svolto fino al 1997. Contemporaneamente, in ambito diocesano, è stato membro del Collegio dei consultori e del Consiglio presbiterale.

### Ministero episcopale
Il 20 febbraio 1998 papa Giovanni Paolo II lo ha nominato vescovo ausiliare di Paraná, assegnandogli contestualmente la sede titolare di Turuzi. Ha ricevuto la consacrazione episcopale il successivo 8 maggio, presso la cattedrale di Nostra Signora del Rosario, per imposizione delle mani di Estanislao Esteban Karlic, ordinario diocesano di Paraná e futuro cardinale, assistito dai co-consacranti Luis Guillermo Eichhorn, vescovo di Gualeguaychú, e Mario Antonio Cargnelo, vescovo di Orán. Come proprio motto episcopale, il quarantottenne neovescovo ha scelto Instaurare omnia in Christo, che tradotto dal latino vuol dire “Rinnovare ogni cosa in Cristo”.
Dopo la sua ordinazione episcopale, ha continuato a servire come rettore del Seminario maggiore di Nostra Signora del Cenacolo.
Il 7 giugno 2003 lo stesso papa lo ha nominato vescovo di Mar del Plata; è succeduto a José María Arancedo, promosso alla sede metropolitana di Santa Fe de la Vera Cruz il 13 febbraio precedente. Ha solennemente preso possesso della diocesi, nella cattedrale dei Santi Pietro e Cecilia a Mar del Plata, il 10 agosto seguente. Il 27 aprile 2009, assieme ad altri membri dell'episcopato argentino, si è recato in visita ad limina in Vaticano.
Il 4 ottobre 2010 papa Benedetto XVI lo ha promosso arcivescovo metropolita di Paraná, sede del quale era già stato ausiliare; è succeduto a Mario Luis Bautista Maulión, dimissionario per raggiunti limiti d'età, un mese prima di compiere settantasei anni. Il 7 marzo 2011 ha preso possesso dell'arcidiocesi, nella cattedrale di Nostra Signora del Rosario, mentre il 29 giugno seguente, giorno della solennità dei Santi Pietro e Paolo, si è recato presso la basilica di San Pietro in Vaticano, dove il Pontefice gli ha imposto il pallio, simbolo di comunione tra la Santa Sede e il metropolita.
Il 2 maggio 2014, dopo cinque anni dalla precedente, si è recato nuovamente in visita ad limina con altri confratelli per incontrare il nuovo pontefice, il connazionale papa Francesco, per parlare delle questioni sociali e religiose che caratterizzano la sua zona pastorale.
In ambito della Conferenza Episcopale d'Argentina è membro della Commissione per l'ecumenismo, e di quelle per le relazioni con Ebraismo, Islam e Religioni (CEERJIR).
Il 28 maggio 2025 papa Leone XIV ha accettato la sua rinuncia presentata per limiti di età; gli è succeduto Raúl Martín fino ad allora vescovo di Santa Rosa.

## Dialogo con i politici
Juan Albert Puiggari si è sempre sforzato di stabilire un dialogo con la dirigenza politica ed i vari partiti: l'11 luglio 2013, presso il Palazzo dell'arcivescovado, ha ricevuto i leader del Partito Popolare della Ricostruzione (PPR), dialogando sulla realtà argentina e concentrandosi sulle problematiche sociali come l'inflazione, l'insicurezza, la tossicodipendenza e la difficoltà dei giovani di accedere al primo lavoro; il 13 ottobre 2015 è stato ricevuto dalla sindaca Blanca Inés Osuna presso il Palazzo comunale di Paraná, dichiarando in seguito di aver affrontato temi quali il problema della droga, la promozione economica e culturale, nonché il lavoro sociale in alcuni quartieri malfamati, sostenendo infine che l'amministrazione e la Chiesa debbano collaborare per rendere migliore la città.

## Posizione rispetto agli abusi sessuali
Il 13 settembre 2012 è esploso uno scandalo mediatico, quando la rivista Analysis ha pubblicato in copertina la storia riguardante il sacerdote Justo José Ilarraz (nato il 9 luglio 1958 ed ordinato nel 1983), accusato di aver commesso abusi sessuali ai danni degli studenti del Seminario minore di Paraná, di cui era stato prefetto della disciplina dal 1985 al 1993: una delle vittime aveva commentato i dettagli degli abusi del prete ad un bidello, l'attuale sacerdote Pedro Barzán, ora residente in Italia a partire da un congedo concesso nel 2008. La Giustizia ha chiamato in causa sia Puiggari che i suoi due immediati predecessori, Mario Luis Bautista Maulión e il cardinale Estanislao Esteban Karlic.
Padre Ilarraz aveva ricoperto molti incarichi di rilievo nell'arcidiocesi di Paraná: segretario privato dell'arcivescovo, promotore vocazionale; assessore del Club Atlético Patronato, cappellano del Collegio La Salle, e vice assessore di due movimenti cattolici, Cursillos de Cristiandad ed Azione Cattolica Argentina (ACA). Inoltre, ha gestito per quasi un decennio la libreria dell'arcivescovado San Francisco Javier.
Barzán aveva informato immediatamente Puiggari, che a sua volta aveva preso la decisione di mettere in guardia l'allora arcivescovo Karlic. Due anni prima che Karlic ordinasse di indagare, nel 1993 lo stesso arcivescovo aveva autorizzato Ilarraz a recarsi a Roma per un soggiorno di studio, dove è rimasto fino al 1997. Per questo motivo, il sommario ecclesiastico contro di lui fu portato avanti senza che il principale coinvolto vi prendesse parte. Tuttavia, la Curia diocesana ha inviato a Roma una parte dei rapporti raccolti dalle vittime e non sono state adottate misure di rilievo; a Ilarraz fu proibito di calpestare il suolo della diocesi, e ciò gli aprì la porta per risiedere in un'altra: nel 2000, dopo un periodo sabbatico, ha ripreso l'esercizio sacerdotale a Tucumán, dove è rimasto in servizio fino al 7 settembre 2012, quando è stato sospeso.
Nel luglio 2015 la magistratura ha interrogato l'arcivescovo di Paraná riguardo ad una lettera scritta all'accusato risalente all'inizio di marzo 1993, epoca in cui Puiggari era rettore del seminario maggiore: nel testo, quest'ultimo si meravigliava della rinuncia di padre Illaraz dall'incarico di amministratore e prefetto della disciplina del seminario, a causa di alcuni attriti, consigliandogli di continuare fino alla sua partenza per Roma. In una dichiarazione seguente, egli ha deplorato la pressione mediatica e la mancanza di obiettività, osservando che "La Giustizia deve agire con fermezza e rigidità, ma in un ambito di silenzio, perché fa soffrire molta gente. [...] Bisogna fare giustizia con tanta sofferenza? Mi sembra che la Giustizia debba comunicare un errore, ma non gli intrecci che generano chiasso e portano tutti a parlare senza motivo".
Nella stessa intervista, riferendosi ad un altro caso riguardante un sacerdote dell'arcidiocesi, attivo nella località di Villaguay, Puiggari ha dichiarato: "Credo che si debba chiarire qualcosa. La Chiesa, fin da Benedetto XVI, ha una convinzione molto grande: nella Chiesa non c'è posto per i pedofili. La Chiesa è l'unica istituzione che fa autocritica e processo di purificazione. D'altro canto, nessuno può essere dichiarato colpevole fino a quando non verrà verificato". In generale, riguardo alla posizione della Chiesa sulle accuse di pedofilia, ha in seguito dichiarato: "Che cosa diciamo noi? Se c'è un giudizio, che si faccia il giudizio, e se c'è la condanna, avrà la sanzione. E se non c'è condanna, bisogna ripristinare la reputazione che è stata tolta. Per questo chiediamo un trattamento sereno. Ma dicendo questo, alcuni ci accusano di voler coprire.. non vogliamo coprire!".

## Genealogia episcopale
La genealogia episcopale è:
- Cardinale Scipione Rebiba
- Cardinale Giulio Antonio Santori
- Cardinale Girolamo Bernerio, O.P.
- Arcivescovo Galeazzo Sanvitale
- Cardinale Ludovico Ludovisi
- Cardinale Luigi Caetani
- Cardinale Ulderico Carpegna
- Cardinale Paluzzo Paluzzi Altieri degli Albertoni
- Papa Benedetto XIII
- Papa Benedetto XIV
- Papa Clemente XIII
- Cardinale Bernardino Giraud
- Cardinale Alessandro Mattei
- Cardinale Pietro Francesco Galleffi
- Cardinale Giacomo Filippo Fransoni
- Cardinale Carlo Sacconi
- Cardinale Edward Henry Howard
- Cardinale Mariano Rampolla del Tindaro
- Cardinale Antonio Vico
- Arcivescovo Filippo Cortesi
- Arcivescovo Zenobio Lorenzo Guilland
- Arcivescovo Antonio José Plaza
- Cardinale Raúl Francisco Primatesta
- Cardinale Estanislao Esteban Karlic
- Arcivescovo Juan Alberto Puiggari